# Eschborn–Frankfurt 2023
60. ročník jednodenního cyklistického závodu Eschborn–Frankfurt se konal 1. května 2023 v německém městě Frankfurt nad Mohanem a okolí. Vítězem se stal Dán Søren Kragh Andersen z týmu Alpecin–Deceuninck. Na druhém a třetím místě se umístili Rakušan Patrick Konrad (Bora–Hansgrohe) a Ital Alessandro Fedeli (Q36.5 Pro Cycling Team). Závod byl součástí UCI World Tour 2023 na úrovni 1.UWT a byl dvacátým prvním závodem tohoto seriálu.

## Týmy
Závodu se zúčastnilo 10 z 18 UCI WorldTeamů a 9 UCI ProTeamů. Týmy Israel–Premier Tech, Lotto–Dstny a Team TotalEnergies dostaly automatické pozvánky jako 3 nejlepší UCI ProTeamy sezóny 2022, dalších 6 UCI ProTeamů (Bingoal WB, Burgos BH, Green Project–Bardiani–CSF–Faizanè, Q36.5 Pro Cycling Team, Team Flanders–Baloise a Uno-X Pro Cycling Team) pak byly vybrány organizátory závodu, Amaury Sport Organisation. Všechny týmy přijely na start se sedmi jezdci kromě týmů Lotto–Dstny, Team TotalEnergies a UAE Team Emirates s šesti jezdci. Mark Padun (EF Education–EasyPost) neodstartoval, celkem se tak na start postavilo 129 závodníků. Do cíle ve Frankfurtu nad Mohanem dojelo 99 z nich.
UCI WorldTeamy
- Alpecin–Deceuninck
- Arkéa–Samsic
- Bora–Hansgrohe
- Cofidis
- EF Education–EasyPost
- Intermarché–Circus–Wanty
- Team Bahrain Victorious
- Team DSM
- Team Jayco–AlUla
- UAE Team Emirates

UCI ProTeamy
- Bingoal WB
- Burgos BH
- Green Project–Bardiani–CSF–Faizanè
- Israel–Premier Tech
- Lotto–Dstny
- Q36.5 Pro Cycling Team
- Team Flanders–Baloise
- Team TotalEnergies
- Uno-X Pro Cycling Team

## Výsledky
| Pořadí | Jezdec                     | Tým                                | Čas        |
| ------ | -------------------------- | ---------------------------------- | ---------- |
| 1      | Søren Kragh Andersen (DEN) | Alpecin–Deceuninck                 | 4h 51' 27" |
| 2      | Patrick Konrad (AUT)       | Bora–Hansgrohe                     | + 0"       |
| 3      | Alessandro Fedeli (ITA)    | Q36.5 Pro Cycling Team             | + 0"       |
| 4      | Marc Hirschi (SUI)         | UAE Team Emirates                  | + 0"       |
| 5      | Lorenzo Rota (ITA)         | Intermarché–Circus–Wanty           | + 0"       |
| 6      | Georg Steinhauser (GER)    | EF Education–EasyPost              | + 0"       |
| 7      | Georg Zimmermann (GER)     | Intermarché–Circus–Wanty           | + 0"       |
| 8      | Stephen Williams (GBR)     | Israel–Premier Tech                | + 0"       |
| 9      | Ben Hermans (BEL)          | Israel–Premier Tech                | + 0"       |
| 10     | Martin Marcellusi (ITA)    | Green Project–Bardiani–CSF–Faizanè | + 3"       |